# M1135 Stryker
M1135 «Страйкер» (англ. M1135 Nuclear, Biological, Chemical, Reconnaissance Vehicle) — бронетранспортер-машина РХБ розвідки виробництва США.
M1135 Nuclear, Biological, Chemical, Reconnaissance Vehicle (NBCRV) належить до сімейства бойових машин «Страйкер» й призначена для проведення радіаційної, хімічної та бактеріологічної розвідки місцевості.
M1135 NBCRV забезпечує ситуаційну готовність для збільшення бойових спроможностей бригадних бойових груп «Страйкер» (SBCT). Основним обладнанням машини РХБ розвідки є її бортовий інтегрований набір датчиків РХБ розвідки і комплексна метеорологічна система. Бортова система створення надлишкового тиску всередині машини мінімізує можливе забруднення бойової техніки та обладнання, забезпечує захист екіпажу, а також дозволяє проведення операцій, без використання загальновійськових захисних комплектів персоналом. M1135 «Страйкер» була прийнята на озброєння армії США на зміну автомобіля РХБ розвідки M93 Fox .